# Manute
Manute es un personaje ficticio de la novela gráfica Sin City de Frank Miller. En la película Sin City está interpretado por Michael Clarke Duncan y en Sin City: A Dame to Kill For por Dennis Haysbert.

## Biografía ficticia
Aparece por primera vez en el Volumen 2 de la serie: Una dama por la cual matar. En este álbum, es el mayordomo Damien Lord, el marido de Ava Lord. Casi muere en este libro porque, tras perder un ojo durante su enfrentamiento con Marv (quien busca vengar a su amigo Dwight McCarthy, que había sido golpeado por Manute) queda gravemente lesionado por la katana de Miho, quien también le clava una espada en cada brazo.
Manute vuelve a aparecer en el Volumen 3, titulado La gran masacre. Esta vez es un secuaz de Wallenquist, jefe de la mafia de la ciudad. Está decidido a vengarse de Dwight y de las prostitutas de Old Town. Sin embargo, muere de un balazo, siendo la última víctima de los emboscados por Dwight y sus aliadas prostitutas.

## Apariciones en cómics
- A Dame to Kill For (1991)
- The Big Fat Kill (1993-1994)

## Cine
- Sin City (2005), interpretado por Michael Clarke Duncan.
- Sin City: A Dame to Kill For (2013), interpretado por Dennis Haysbert.

- Datos: Q3287122